# Down Down
Down Down è un brano della rock band Status Quo entrato al primo posto delle classifiche inglesi nel gennaio 1975.

## Descrizione

### Concezione
Dopo avere scritto alcuni dei pezzi di maggior successo degli Status Quo, Francis Rossi e Bob Young compongono Down Down in America, nel corso di una serie di concerti tenuti a Hollywood nel 1973. Al chiuso di una camera di albergo, i due autori prendono spunto da un robusto riff elaborato da Rossi e portano a termine il pezzo con un tratto stilistico decisamente boogie rock, utilizzando inizialmente due semplici chitarre acustiche. Il brano viene in seguito ritoccato, perfezionato e sottoposto ad un solido arrangiamento hard rock prima di essere inciso nella stesura definitiva.

### Testo
Le liriche, in apparenza ironiche e provocatorie nel tipico stile della band ("Voglio che tutti ti vedano ridere..."), costituiscono in realtà una trasposizione del difficile rapporto che Rossi sta vivendo con la ex moglie. Tuttavia, la locuzione ripetuta nel ritornello ("Down Down Deeper and Down...") da cui deriva anche il titolo della canzone, non ha alcuna attinenza con il resto del testo. Rossi rivelò che fu ispirata da un brano dei T. Rex chiamato "Deborah" e venne introdotta grazie alla cospicua presenza di lettere "d": il suono occlusivo di tutte queste "d" riusciva ad esaltare al meglio suoni e melodie perciò la frase fu volutamente inserita malgrado fosse del tutto nonsense.

### Analisi musicale
In equilibrio tra elementi di ispirazione blues e sonorità ad esplicita connotazione hard rock, Down Down presenta una dinamica musicale ricca e articolata. Basato su pochi accordi di chitarra, inizia con un solido riff di Rossi (chitarra con accordatura in Sol, in tonalità Si grazie a un capotasto), in un crescendo che dopo circa 36 secondi porta all'irruzione perentoria del basso e della batteria, sorretti dalla frenetica chitarra ritmica di Rick Parfitt (suonata con accordatura in Sol aperto o Open G tuning, un particolare genere di accordatura aperta). 
I cori concitati e la tagliente voce di Rossi si snodano su combinazioni armoniche sincopate e poliritmiche e scandiscono un tempo incalzante (180 BPM) che si spezza due volte con due pause ai min. 2:07 e 3:14, prima di riprendere fiato e spingere ancora freneticamente fino al termine.
Il singolo ha una durata di 3 minuti e 49 secondi, mentre a 5 minuti e 24 secondi arriva invece la versione contenuta nel successivo album On the Level (anch'esso al primo posto UK), con una lunga coda finale ricca di stacchi, finte chiusure e riprese.

### Accoglienza
Il 45 giri entra nelle classifiche inglesi il 7 dicembre 1974, al trentaquattresimo posto, ma guadagna in breve la prima posizione (gennaio 1975) e diviene un grande successo internazionale del gruppo. Con il boom del singolo ritornano in classifica anche gli ultimi tre album della band Piledriver, Hello! e Quo.
Nell'estate del 2014, il secondo canale radiofonico della BBC propone un ampio referendum on line col quale chiede agli ascoltatori di scegliere tra 100 dei più popolari riff della storia del rock, qual sia il migliore. Il riff del brano Down Down si classifica al settimo posto.

## Riedizioni
- Nel 1986, Bob Young ne registra una versione in stile country rock per l'album In Quo Country;[13]
- Nel 2014 gli Status Quo ne incidono una nuova versione completamente acustica inclusa nell'album  Aquostic (Stripped Bare).[14][15]

## Tracce
1. Down Down – 3:49 (Rossi/Young)
2. Nightride – 3:52 (Parfitt/Young)

## Classifiche
| Chart (1975)  | Posizione |
| ------------- | --------- |
| Australia     | 4         |
| Belgio        | 1         |
| Germania      | 7         |
| Irlanda       | 2         |
| Norvegia      | 8         |
| Nuova Zelanda | 7         |
| Olanda        | 1         |
| Regno Unito   | 1         |
| Sud Africa    | 2         |
| Svezia        | 3         |
| Svizzera      | 2         |

## British singles chart
| Posizione | 34 | 20 | 15 | 10 | 3 | 2 | 1 | 5 | 4 | 6 | 11 | 26 | 44 | uscito |

## Formazione
- Francis Rossi (chitarra solista, voce)
- Rick Parfitt (chitarra ritmica, voce)
- Alan Lancaster (basso, voce)
- John Coghlan (percussioni)